# القبس (تطبيق)
تطبيق القبس ويُسمى أيضًا تطبيق القبس بريميوم؛ تطبيق محمول كويتي يمثل المنصة الإلكترونية الذكية لجريدة القبس، مصمم للهواتف الذكية والأجهزة اللوحية، وغيرها من الأجهزة المحمولة العاملة بنظامي آي أو إس وأندرويد. يعد التطبيق نصف مجاني من جانب إتاحة الاطلاع على النسخ الأخيرة من الجريدة الورقية، إضافة إلى الاطلاع على أحدث الأخبار في الكويت والمنطقة، بينما يتطلب اشتراكًا شهريًا للوصول إلى خدمات القبس بريميوم المتنوعة. في مايو 2021، أعلنت القبس بأن تطبيقها أصبح أوّل التطبيقات الإخبارية تحميلًا في الكويت، وأن عدد متصفحيه يوميًا بلغ نصف مليون شخص.

## وصلات خارجية
- تطبيق القبس - لأجهزة الآيفون والأيباد
- تطبيق القبس - لأجهزة الأندرويد